# 아살람 FC
아살람 FC는 동티모르의 축구단이다. 현재 LFA 프리메이라에 참가하고 있다.

## 우승
- LFA 세군다: 2018

## 선수 명단

### 현역
- 나우발 디아즈 누그로호
- 롬지 나가 알피크리
- 리키 나타 퍼마나
- 앤드루 제레미 보에디오노
- 테릴 테날도 테니
- 알렉산더 웨인 웨버